# Алеипты
Алеипты (алипты) — служащие при греческих палестрах, на обязанности которых лежало смазывание маслом борцов.
Смазывание совершалось по известным правилам и составило с течением времени целое искусство. Смазыванию маслом приписывали благотворное влияние на исход борьбы и на общее физическое состояние борцов, вследствие чего алеипты пользовались большим почётом.
На их обязанности лежало также предписывать атлетам необходимые правила гигиены и диеты и наблюдать за выполнением этих правил. Весьма вероятно, что они преподавали также гимнастику.
У римлян алеиптом назывался раб, смазывавший и натиравший своего господина разными веществами в бане и наблюдавший за его телесным здоровьем и наружностью, предписывая сообразно с этим необходимую диету и телесные упражнения; следовательно, это был род домашнего врача.
То пространство в палестрах и в банях, где происходило смазывание маслом, называлось алиптериум.